# Константиновка (Туймазинський район)
Константи́новка (рос. Константиновка, башк. Константиновка) — село у складі Туймазинського району Башкортостану, Росія. Входить до складу Ніколаєвської сільської ради.
Населення — 140 осіб (2010; 165 у 2002).
Національний склад:
- росіяни — 83 %